# メリッサ・ディ・ドナート
メリッサ・ディ・ドナート（Melissa Di Donato）は、米国ニューヨーク出身の英国を拠点とする実業家。キリバ社の CEO であり、SUSE の元 CEO。

## 経歴
キャリアの初期、メリッサは エンタープライズ・リソース・プラニング (ERP) システムである  SAP R/3 に携わった。IBM、セールスフォース、オラクルでの様々なポジションを経て、最終的に SAP のクラウド部門の最高収益責任者に就任した。
2019 年の中頃、メリッサは SUSE の CEO に任命された。2021 年 5月、SUSE はフランクフルト証券取引所への上場に成功した。2023 年 3 月 21 日、メリッサは SUSE の CEO を辞任することを決断した。2023 年 4 月 22 日、メリッサは新設された英国政府内の 科学・イノベーション・技術省 (DSIT) の非常勤取締役に任命された。
2023 年 9 月、メリッサはキリバ社の CEO に任命された。
メリッサは、JPモルガン・チェースの非常勤ディレクターとして勤務、ポルシェの監査役会のメンバーであり、Notion Capital での相談役を担っている。

## 社会貢献
メリッサは若い女の子たちを力づけるための基金である Inner Wings の共同創設者である。Founders4Schools の信託者であり、30％ クラブの初代テクノロジーグループの議長でもある。また、 Stemettes のゴッドマザーとして、若い女の子たちのメンターとしても活動している。
メリッサは、複数冊の子供向けの本を執筆している。